# رضا آذری
رضا آذری (زاده ۲۱ بهمن ۱۳۷۶) بازیکن فوتبال اهل ایران است که در پست هافبک میانی برای باشگاه فوتبال آریو اسلامشهر بازی می‌کند.
آذری پس از تجربهٔ کاپیتانی در بازی مقابل نساجی مازندران در جام حذفی، به تنها بازیکن تاریخ استقلال که بازوبند کاپیتانی استقلال را در تمام رده‌های سنی این باشگاه بر بازو بسته تبدیل شد.

## فوتبال پایه
رضا آذری فوتبال خود را از آکادمی تیم استقلال آغاز کرد سپس برای انجام سربازی به تیم مقاومت تهران پیوست.

## عملکرد باشگاهی

### استقلال

#### فصل ۲۰۱۸–۲۰۱۹
وی که در ابتدای لیگ برتر فوتبال ایران ۹۸–۱۳۹۷ از تیم جوانان استقلال به تیم اصلی راه یافت با درخشش در بازی‌های دوستانه پیش‌فصل خیلی زود و در اولین هفته لیگ مقابل پیکان نخستین بازی رسمی خود را برای استقلال انجام داد، وی در این دیدار در دقیقه ۸۰ به جای علی کریمی وارد زمین شد او در بازی مقابل سایپا برای اولین بار در ترکیب ثابت قرار گرفت.
او در بازی هفته پانزدهم لیگ هجدهم که بین دو تیم سپیدرود رشت و استقلال برگزار می‌شد موفق شد اولین گلش با پیراهن استقلال را به ثمر برساند. گل آذری پنجمین گل استقلال تهران در این بازی بود

#### فصل ۲۰۱۹–۲۰۲۰
مصدومیت
وی در ۲۳ خرداد ۹۹ در بازی دوستانه مقابل تیم هوادار رباط صلیبی پاره کرد.

### شهرداری آستارا
او بعد از سرمربی شدن آرش برهانی در تیم دسته اولی شهرداری آستارا(زمستان 1402) به این تیم پیوست.

## افتخارات

### استقلال
- قهرمانی لیگ برتر فوتبال ایران: ۱۴۰۱_۱۴۰۰
- نائب قهرمانی لیگ برتر فوتبال ایران: ۹۹_۱۳۹۸

- نائب قهرمانی جام حذفی ایران: ۱۴۰۰–۱۳۹۹ ،  ۹۹_۱۳۹۸

## آمار باشگاهی
تا تاریخ ۱۰ تیر ۱۴۰۱
| عملکرد          | عملکرد          | عملکرد          | لیگ      | لیگ      | جام      | جام      | قاره‌ای | قاره‌ای | مجموع | مجموع |
| فصل             | باشگاه          | لیگ             | بازی     | گل       | بازی     | گل       | بازی   | گل     | بازی  | گل    |
| ایران           | ایران           | ایران           | لیگ برتر | لیگ برتر | جام حذفی | جام حذفی | آسیا   | آسیا   | مجموع | مجموع |
| --------------- | --------------- | --------------- | -------- | -------- | -------- | -------- | ------ | ------ | ----- | ----- |
| ۲۰۱۸–۲۰۱۹       | استقلال         | لیگ برتر        | ۵        | ۱        | ۱        | ۰        | ۰      | ۰      | ۶     | ۱     |
| ۲۰۱۹–۲۰۲۰       | استقلال         | لیگ برتر        | ۱        | ۰        | ۰        | ۰        | ۰      | ۰      | ۱     | ۰     |
| ۲۰۲۱–۲۰۲۲       | استقلال         | لیگ برتر        | ۷        | ۰        | ۲        | ۰        | ۰      | ۰      | ۹     | ۰     |
| مجموع استقلال   | مجموع استقلال   | مجموع استقلال   | ۱۳       | ۱        | ۳        | ۰        | ۰      | ۰      | ۱۶    | ۱     |
| ۲۰۲۰–۲۰۲۱       | ماشین‌سازی       | لیگ برتر        | ۲        | ۰        | ۰        | ۰        | _      | _      | ۲     | ۰     |
| مجموع ماشین‌سازی | مجموع ماشین‌سازی | مجموع ماشین‌سازی | ۲        | ۰        | ۰        | ۰        | _      | _      | ۲     | ۰     |
| مجموع آمار      | مجموع آمار      | مجموع آمار      | ۱۵       | ۱        | ۳        | ۰        | ۰      | ۰      | ۱۸    | ۱     |